# HD 217403
HD 217403，又名CD-5113446，SAO 247683、HR 8749，是一颗恒星，视星等为5.68，位于銀經336.68，銀緯-58.33，其B1900.0坐标为赤經22h 55m 14.9s，赤緯-51° -58.33′ 12″。